# La Chapelle-Huon

La Chapelle-Huon este o comună în departamentul Sarthe, Franța. În 2009 avea o populație de 539 de locuitori.